# Collect 'Em All
Collect 'Em All is het derde studioalbum van de Amerikaanse punkband Tilt. Het is op 24 maart 1998 net zoals voorgaand album uitgegeven door het label Fat Wreck Chords. Alle nummers zijn geschreven door gitarist Jeffrey Bischoff.

## Nummers
1. "Hero Marauder" - 1:47
2. "Palm Tree (In West Oakland)" - 1:51
3. "Partial Birth" - 2:26
4. "Old Skool Pig" - 1:24
5. "Storm Center" - 1:24
6. "Gun Play" - 1:48
7. "Sterile Heaven" - 1:58
8. "Dear Wife" - 3:25
9. "Goddess of the Moon" - 2:29
10. "Collect 'Em All" - 1:52
11. "Tundra" - 1:49
12. "Dental Wreck" - 1:30
13. "Clothes Horse" - 1:42
14. "Minister of Culture" - 1:47
15. "Molly Coddled" - 1:59

## Band
- Cinder Block - zang
- Jeffrey Bischoff - gitaar
- Jimi Cheetah - basgitaar
- Vincent Camacho - drums